# 東京美人 (中澤裕子の曲)
「東京美人」（とうきょうびじん）は、中澤裕子の7枚目のシングル。2002年8月28日発売

## 収録曲
全作詞・作曲：つんく　編曲：高橋諭一
1. 東京美人
2. クラクション
3. 東京美人 (Instrumental)

## 参加ミュージシャン
東京美人
- ギター&プログラミング&コーラス：高橋諭一
- ベース：沖山優司

クラクション
- ギター&プログラミング&コーラス：高橋諭一
- コーラス：中澤裕子